# Richie Dalmau
Raymond « Richie » Dalmau Santana, né le 23 octobre 1973, à Quebradillas, à Porto Rico, est un ancien joueur portoricain de basket-ball. Il évolue durant sa carrière au poste d'ailier. Il est le fils de Raymond Dalmau et le frère de Christian et Ricardo Dalmau.

## Palmarès
- 3e du championnat des Amériques 2003